# Kmetijsko letalo
Kmetijsko letalo, je zrakoplov, ki se uporablja za škropljenje pesticidov, gnojil in tudi hidrosajenje. Kmetijska letala so lahko namensko grajena ali pa so predelana manjša letala. So skoraj vedno propelerska ali turbopropelerska letala, izjema je bil reaktivni PZL M-15 Belphegor. Občasno se za iste namene uporablja tudi helikopterje.
Primeri agrikulturih letal so Air Tractor, Cessna Ag-wagon, Gippsland GA200, Grumman Ag Cat, PZL-106 KRUK, M-18 Dromader, PAC Fletcher, Piper PA-36 Pawnee Brave, Embraer EMB 202 Ipanema in Rockwell Thrush Commander.
Prednosti pred traktorji so, da niso potrebne kolesnice in je škropljenje precej hitrejše. Slabosti pa so manjša natančnost, še posebej v vetru, in omejena kapaciteta rezervoarja, zato je potrebnih več pristankov. Prav tako ne sme biti ovir, kot so drevesa ali daljnovodi. Kmetijska letala delujejo učinkoviteje na večjih poljih. 
Prva kmetijska letala so bili predelani presežni vojaški dvokrilniki iz 1. svetovne vojne, kot sta npr. De Havilland Tiger Moth in Stearman. 
Kmetijska letala so po navadi majhna, preprosta, trdoživa in imajo STOL sposobnosti. Škropilni sistem je po navadi nameščen na zadnji rob krila. 

## Proizvajalci kmetijskih letal
- Air Tractor
- Embraer
- Gippsland Aeronautics
- Pacific Aerospace
- PZL Mielec
- Thrush Aircraft